# Вільне (заказник)
Ві́льне — лісовий заказник місцевого значення в Україні. Розташований на території Братського району Миколаївської області, у межах Кам'яно-Костуватської сільської ради.
Площа — 10 га. Статус надано згідно з рішенням Миколаївської обласної ради № 448 від 23.10.1984 року задля збереження ділянок зростання рослин, що зникають.
Заказник розташований на північний схід від села Кам'яно-Костувате.
Територія заповідного об'єкта слугує для збереження та охорони посадки дуба звичайного, кленів гостролистого і польового.